# أدب ألمانيا

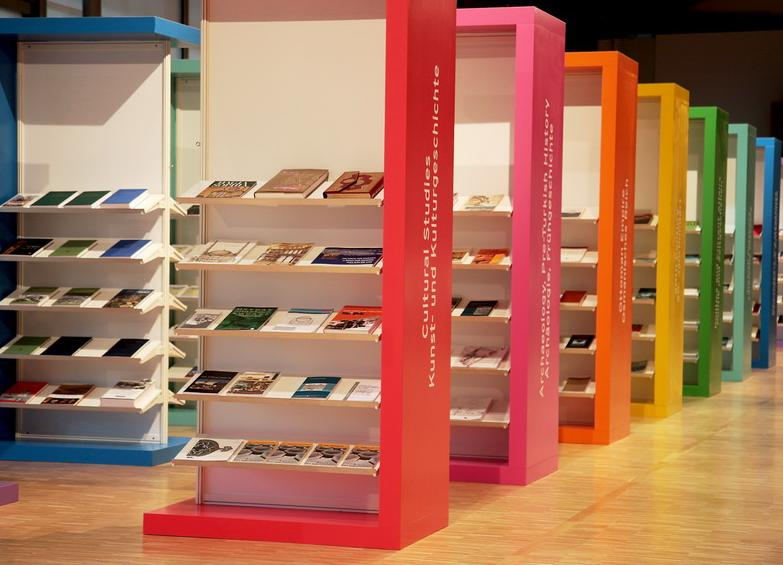
زاوية من معرض الكتاب في فرانكفورت

الأدب الألماني هو أدب الأمم الناطقة الألمانية في وسط أوروبا، ويضم آثارًا أدبية من ألمانيا والنمسا وسويسرا ومن مناطق متاخمة مثل الألزاس وبوهيميا وسيليزيا.
واللغة التي كتب بها أغلب الأدب الألماني هي اللغة الألمانية العليا، لغة جنوب ووسط ألمانيا. ويمكن تقسيم الأدب الألماني إلى أربع فترات، بناء على تغيرات حدثت في اللغة الألمانية العليا القديمة؛ والألمانية العليا الوسيطة؛ والألمانية العليا الجديدة الأولى؛ والألمانية العليا الجديدة. وقد كان أول ازدهار للأدب الألماني في عهد الألمانية العليا الوسيطة في القرن الثاني عشر؛ كما كان لها عهد ذهبي آخر في القرن التاسع عشر في عهد أعظم كتابها غوته.
ويتميز الأدب الألماني ببعده عن المركزية، ويحرص الأدباء والشعراء على تأكيد فرديتهم ونفورهم من القواعد الأكاديمية المفروضة، وسعيهم إلى تصوير علاقة الإنسان بخالقه وبالطبيعة التي تحيط به، وبظمئهم إلى المعرفة كما تجسد في قصة فاوست التي قرأها الناس كتابًا شعبيًا في عام 1587 م ثم صاغ منها غوته درته المسرحية فاوست، وتناولها توماس مان في رواية دكتور فاوستوس.
انظر: فاوست.

## الأدب الألماني المبكر
ألّفت القبائل الألمانية التي نزحت إلى أوروبا الغربية قصائدها الوطنية وقصصها عن أوثانها وأبطالها ونقلتها شفهيًا من جيل إلى آخر. وبعد وقف الهجرة تولَّت الأديرة والكهان عملية التأليف والتعليم. غير أنه لم يبق من هذه الأعمال سوى القليل مثل العمل الشعري والملحمي هيليند أي (المُخلِّص) التي لم يُعرف مؤلفها.

## العصر الذهبي الأول 1150-1250
كان الشعر الملحمي أكبر إسهام للأدب الألماني العالي الوسيط في هذه الفترة. فقد كتب الفرسان ملاحم في الحب والفروسية.
وتجول شعراء المينيسينجر الذين كانوا يشبهون شعراء التروبادور الفرنسيين يغنون قصائد في الموضوعات نفسها. ثم قام مؤلفون مجهولون بتسجيل حكايات ألمانية قديمة مثل أغنية عائلة النيبلونج وجودرين اللتين تمجدان الشجاعة والولاء الألمانيين.
وقد تأثرت ملاحم البلاط بالأدب الفرنسي لأنها قلَّدت حكايات الملك آرثر وفرسان المائدة المستديرة الإنجليزية التي انتقلت إلى ألمانيا عن طريق فرنسا. ثم إن أدب هذه الفترة لابد أنه تأثر بالأدب العربي والإسلامي عن طريق الحملات الصليبية. وأشهر ملاحم هذه الفترة اثنتان: هنري الفقير وبارسيغال.

## الفترة الانتقالية 1250-1750
تخلَّى فرسان العصر الذهبي الأول عن مركزهم القيادي الثقافي لأبناء الطبقة المتوسطة واستُبدلت الواقعية بالمثالية الرومانسية. وقد صورت ملحمة مائير هلمبرشت انحطاط عهد الفروسية، كما استُخدمت الخطابة على لسان الحيوان لتعليم دروس عملية. وقد نالت ملحمة الثعلب راينارد الساخرة، ونوادر أيولينشبيبجل شهرة كبيرة.
كان القرن السادس عشر عصر النهضة الروحي للأدب الألماني في مجالي العلوم الإنسانية والإصلاح الديني. وأشهر عمل أدبي لهذه المرحلة هو فلاح بوهيميا لجوهانز فون ساز، كما حاول كُتَّاب الحركة الإنسانية البحث في فلسفة تاريخ الرومان والإغريق القديم لإيجاد مثالية إنسانية جديدة.
وفي مجال الإصلاح الديني يكفي أن نذكر مارتن لوثر الذي ترجم الإنجيل إلى الألمانية وكتب رسائل في ضرورة الإصلاح الديني.

## العصر الذهبي الثاني 1750-1830 م
هو عصر غوته في الأدب وبيتهوفن في الموسيقى وكانط في الفلسفة، وهو أهم عصور الأدب الألماني كلها.

## حركة التنوير
أثَّرت حركة الإصلاح التي اجتاحت أوروبا على الأدب الألماني في القرن الثامن عشر، وقد مثلها جوتهولد أفرايم ليسينج، الذي كان أول ناقد ألماني بمعنى الكلمة. دعا ليسينج إلى المزج بين قيود التراث اليوناني وحماس شكسبير، ومن أهم مسرحياته ناتان الحكيم التي دعا فيها إلى التسامح.

## حركة العاصفة والتأكيد
جاءت كرد فعل ضد الشكلية الفرنسية. وقد دعا كتاب هذه الحركة إلى العودة إلى الطبيعة بدلاً من الحضارة؛ والأصالة بدلاً من التقليد؛ والدِّين بدلاً من السخرية؛ والعاطفة بدلاً من العادات الرسمية. وقد بدأ كل من غوته وشيلر مهنته ككاتب في حركة العاصفة والاندفاع. وقد شهدت هذه الفترة مولد الجزء الأول من مسرحية فاوست التي بدأ غوته كتابتها عام 1770 م؛ ومسرحية اللصوص لشيلر.

## الحركة الرومانسية
ولدت الحركة الرومانسية الألمانية من حركة العاصفة والتأكيد وكان كتاب غوته آلام فرتر أول إنتاج الحركة الرومانسية؛ والكتاب يعكس ما شعر به الكاتب من التشاؤم بعد غزو نابليون لألمانيا. وتشمل قائمة كتاب هذه الحركة أشهر الأسماء في الأدب الألماني مثل الأخوين ويلهلم وفريدريتش شليجل.

## الأدب الألماني 1830-1890
كان الشباب الألماني مجموعة من الكتاب المتطرفين الذين بدأوا نشاطهم في الثلاثينيات من القرن التاسع عشر الميلادي. وقد كتبوا مسرحيات سياسية غاضبة وقصصًا موجهة ضد سياسة الحكومة، ومن أبرز هؤلاء الكتاب الشاعر هايني هاينريتش الذي يعد واحدًا من أعظم شعراء ألمانيا الغنائيين.
ولكنه كان للواقعية أهمية كبيرة في حركة الشباب الألماني. وقد ثار الواقعيون ضد المبالغة في العواطف والرومانسية وعادوا إلى وصف الحياة بصورة موضوعية. وكان فريدريتش هابل أبرز المسرحيين الواقعيين.

## الأدب الألماني 1890-1945
تخلت الواقعية عن دورها للطبيعة بعد عام 1890 م. وقد ركزت الطبيعية على الظلم الاجتماعي والجريمة وحالة الفقر ودور الوراثة في التطور الإنساني. فقد كان ماركس وداروين ونيتشه وإبسن من القوى الفكرية التي أثرت على الحركة الطبيعية. وكانت مسرحية النسَّاجون بقلم جرهارت هاوبتمان أفضل ممثل للحركة الطبيعية.
وبدلاً من التركيز على جروح الحياة الدامية، رأت حركة أخرى هي الحركة الانطباعية العودة إلى التأكيد على الأدب الجمالي والمثالي. وقد قدم توماس مان - كاتب ألمانيا الانطباعي الشهير- شخصيات حساسة في رواية الجبل السحري وروايات مهمة أخرى. ومن كتاب هذه الحركة المهمين أيضًا هيرمان هيسه (1927 م) وأرثور الذي عُرِف بتحليله للعواطف الإنسانية في القصص القصيرة والمسرحيات التي تناول فيها الملكية القديمة.
وقد نشأت التعبيرية أثناء الحرب العالمية الأولى (1914-1918 م)، وإنتاجها في مجمله له سمة الأحلام المزعجة؛ غير أنها تشترك مع الحركة الطبيعية في هدف التركيز على التقدم الاجتماعي. وقد احتجت الروايات والمسرحيات التعبيرية على الظلم السياسي والاجتماعي. ويعتبر فرانز كافكا وهو كاتب تشيكي كتب بالألمانية من أعظم كتاب الحركة التعبيرية. وقد كتب كافكا عن سعي الإنسانية إلى الله والعدالة في قصصه القصيرة ورواياته مثل رواية القلعة. والاسم التعبيري الآخر اللامع هو بيرتولت برخت المعروف بمسرحياته الهجائية، ومن بينها أوبرا البنسات الثلاث.

## الأدب الألماني بعد 1945
يتناول أدب ما بعد الحرب تجارب الأمة تحت الحكم النازي وفي الحرب. فقد ركز كارل تسوكماير في مسرحيته جنرال الشيطان على الماضي النازي عندما حلل الصراع بين الضمير والطاعة لدولة فاسدة أخلاقيًا.
ويعتبر كل من فريدريتش دورينمات وماكس فرتش السويسريين من أبرز المسرحيين الذين كتبوا بالألمانية. وبالإضافة إلى هذين، هناك روولف هوخهوت وبيتر فايس في مجال المسرحية.
أما في الرواية الألمانية الغربية بعد الحرب فإن أبرز الأسماء هي هاينرش بول، وجونتر جراس، وزجفريد لينتس، ومارتن فالسر. ويتناول الفن القصصي في مجمله الدمار الروحي والدَّمار المادي الذين تسببت النازية فيهما. وتعتبر رواية طبلة الصفيح التي كتبها جونتر جراس أقوى مثال لهذا الموضوع.
وقد أسهم العديد من كتاب ما بعد الحرب مثل بول وجراس في قيادة الأدب الألماني اليوم. وتغطي فترة حياة بطلة رواية بول صورة جماعية مع السيدة فترة ما قبل الحرب إلى 1970 م. وقد أبدى كتاب ألمانيا الشرقية في العصر الحديث وقبل اتحاد الألمانيتين، اهتمامًا متزايدًا بعلاقة الفرد بالدولة. وألمع كُتَّاب ألمانيا الشرقية سابقًا هو أولريش بلندسدورف.
في 1990 م، اتحدت الألمانيتان الشرقية والغربية، وبدأ أدباء ألمانيا الشرقية السابقة في التعبير عن التجربة التي مارسوها عندما كانت الشيوعية تسيطر على المجتمع والحكومة معاً. فقد حاول ولفنجانج هيبيج وأريخ لويست ومونيكا مارون وكريستا ولف مصالحة الماضي في رواياتهم ومقالاتهم وسيرهم الذاتية. أما أدباء ألمانيا الغربية ومنهم غونتر غراس ومارتن ولسر فقد أسهموا بفاعلية في الكتابة عن المشاكل التي صاحبت تقسيم ألمانيا ثم اتحادها والحقبة التي تلت الاتحاد.
من الأدباء الذين اشنهروا بالكتابة في أدب الأطفال مايكل إندي صاحب رواية قصة بلا نهاية.